# Al-Ain Football Club
El Al-Ain Football Club (en árabe: نادي العين لكرة القدم‎; transliterado: Nady al-'Ayn) o Al-Ain FC o simplemente Al-Ain, es un club de fútbol profesional con sede en la ciudad de Al Ain, Emiratos Árabes Unidos. Es una de las muchas secciones deportivas del Club Deportivo y Cultural Al Ain (en árabe: نادي العين الرياضي الثقافي‎) abreviado Al Ain SCC.
El club fue fundado en 1968 y se convirtió en el más exitoso en los Emiratos Árabes Unidos. En 1969, el jeque Khalifa bin Zayed Al Nahyan proporcionó al club una sede permanente en el distrito de Al Jahili y un Land Rover para servir al club y al equipo. El equipo ganó rápidamente popularidad y reconocimiento en todo el país, siendo el equipo con más títulos en el país. Es uno de los tres únicos clubes de los Emiratos Árabes Unidos que no han descendido de categoría. Al-Ain ha ganado 14 torneos de la Liga Árabe del Golfo, 7 Copas del Presidente, 3 Copas de la Federación, cinco Supercopas, una Copa de Clubes Campeones del Golfo, 2 Copas de Liga y sus logros más importantes la Liga de Campeones de la AFC de 2002-03 y 2023-24.
En diciembre de 2018 celebró sus 50 años de historia como anfitrión del Mundial de Clubes 2018 en Emirates Árabes Unidos. Al Ain batió en primera ronda al campeón de Oceanía, Team Wellington de Nueva Zelanda, y a Espérance de Túnez, campeón africano, en la segunda. El 18 de diciembre, venció en su estadio Hazza Bin Zayed por penales a River Plate de Argentina, y se convirtió así en el primer club de Oriente Medio en llegar a una final de la máxima competición de clubes, su mayor hito histórico hasta el momento. En la final perdió ante el Real Madrid, campeón de la UEFA Champions league.
El 25 de mayo de 2024 obtuvo su segunda Liga de Campeones de la AFC, tras derrotar al Yokohama Marinos japonés en la final por 6-3 en el global.

## Palmarés

### Torneos nacionales (33)
Nota: en negrita competiciones vigentes en la actualidad. Indicado el récord del torneo  y el récord compartido 
| Competición Nacional                            | Títulos                                                                             | Subcampeonatos                                                          |
| ----------------------------------------------- | ----------------------------------------------------------------------------------- | ----------------------------------------------------------------------- |
| Liga Árabe del Golfo (14/8)                     | 1977, 1981, 1984, 1993, 1998, 2000, 2002, 2003, 2004, 2012, 2013, 2015, 2018, 2022. | 1975-76, 1977-78, 1993-94, 1994-95, 1998-99, 2004-05, 2015-16, 2022-23. |
| Copa Presidente de Emiratos Árabes Unidos (7/7) | 1999, 2001, 2005, 2006, 2009, 2014, 2018.                                           | 1979, 1981, 1990, 1994, 1995, 2007, 2023.                               |
| Supercopa de los Emiratos Árabes Unidos (5/6)   | 1995, 2003, 2009, 2012, 2015.                                                       | 1993, 2002, 2013, 2014, 2018, 2022.                                     |
| Etisalat Emirates Cup (2/3)                     | 2009, 2022.                                                                         | 2011, 2023, 2024.                                                       |
| Copa Federación de Emiratos Árabes Unidos (3)   | 1989, 2005, 2006.                                                                   |                                                                         |
| Campeonato de Copa de Abu Dabi (2)              | 1974, 1975.                                                                         |                                                                         |

### Torneos internacionales (2)
Torneos Internacionales FIFA
| Competición internacional                  | Títulos | Subcampeonatos |
| ------------------------------------------ | ------- | -------------- |
| Copa Mundial de Clubes (0/1)               |         | 2018.          |
| Copa África-Asia-Pacífico de la FIFA (0/1) |         | 2024.          |

Torneos Internacionales AFC
| Competición internacional         | Títulos      | Subcampeonatos |
| --------------------------------- | ------------ | -------------- |
| Liga de Campeones de la AFC (2/2) | 2003 y 2024. | 2005 y 2016.   |

Torneos Internacionales UAFA
| Competición internacional              | Títulos | Subcampeonatos |
| -------------------------------------- | ------- | -------------- |
| Copa de Clubes Campeones del Golfo (1) | 2001.   |                |

## Participación en competiciones Internacionales
- Liga de Campeones de la AFC: 17 apariciones

2002-03 - Campeón
2004 - Cuartos de final
2005 - Subcampeón
2006 - Cuartos de final
2007 - Fase de grupos
2010 - Fase de grupos
2011 - Fase de grupos
2013 - Fase de grupos
2014 - Semifinales
2015 - Octavos de final
2016 - Subcampeón
2017 - Cuartos de final
2018 - Octavos de final
2019 - Fase de grupos
2020 - Fase de grupos
2021 - Ronda play-off
2023-24 - Campeón
- Copa de Clubes de Asia: 3 apariciones

1986 - Ronda clasificatoria
1999 - Tercer lugar
2001 - Segunda ronda
- Recopa de la AFC: 3 apariciones

1995-96 - Segunda ronda
1999-00 - Primera ronda
2001-02 - Cuartos de final
- Copa Mundial de Clubes de la FIFA: 1 aparición

2018 - Subcampeón